# Melanogaster intermedius
Melanogaster intermedius är en svampart som först beskrevs av Miles Joseph Berkeley, och fick sitt nu gällande namn av Zeller & C.W. Dodge 1936. Melanogaster intermedius ingår i släktet Melanogaster och familjen Paxillaceae.   Inga underarter finns listade i Catalogue of Life.